# Forrest County
Forrest County är ett administrativt område i delstaten Mississippi, USA. År 2010 hade countyt 74 934 invånare. Den administrativa huvudorten (county seat) är Hattiesburg.

## Geografi
Enligt United States Census Bureau har countyt en total area på 1 218 km². 1 209 km² av den arean är land och 9 km² är vatten.

### Angränsande countyn
- Jones County - nordost
- Perry County - öst
- Stone County - syd
- Pearl River County - sydväst
- Lamar County - väst
- Covington County - nordväst